# Karl Schelenz
Karl o Carl Schelenz (Berlín, 6 de febrero de 1890 - Berlín, 7 de febrero de 1956) fue un profesor de deporte y atleta alemán. Está considerado, junto a Max Heiser, el «padre» del balonmano moderno.

## Biografía
Trabajó como profesor de deporte en Berlín y en Flensburg. Como autor, escribió libros sobre el balonmano de la época y en 1919 amplió y retocó, con la colaboración Erich König, las reglas de juego modernas que habían sido presentadas dos años antes por Max Heiser. En 1916 y 1917 fue campeón de Alemania de salto de longitud. Quedó tercero, asimismo, en el campeonato alemán de salto de altura. Schelenz fue miembro del Berliner Turner-Verein von 1850 e. V., equipo deportivo de su ciudad natal.

## Mejores marcas
- Salto de altura: 1,80 m (27 de junio de 1920 en Stettin y 4 de julio de 1921 en Berlín).
- Salto de longitud: 7,23 m (24 de julio de 1921 en Berlín).
- Triple salto: 14,07 m (28 de julio de 1921 en Hamburgo).
- Lanzamiento de disco: 39,22 m (29 de mayo de 1921 en Colonia).

## Obras
- Das Handballspiel: Bearb. f. Theorie u. Praxis (Asociación Alemana de Atletismo; Múnich, 1922).
- Deutschlands Olympiakämpfer 1928 in Wort u. Bild (editorial Limpert; Dresde, 1928; con Karl Scharping).
- Lehrbuch des Handballspiels: Technik; Taktik (editorial Limpert; Berlín, 1943).
- Handball: Training und Leistung (editorial Antäus; Lübeck, 1949).